# Ptochophyle silvatica
Ptochophyle silvatica là một loài bướm đêm trong họ Geometridae.